# День примирения
День примирения (ранее «День обета», «День завета» и «День Дингаана») — национальный праздник ЮАР, отмечаемый ежегодно 16 декабря.

## История
Праздник под названием «День Дингаана» впервые был отмечен в Трансваале в 1864 году в честь победы 470 буров-фуртреккеров над 10-тысячной армией зулусов под командованием инкоси Дингане в битве на Кровавой реке в 1838 году во время так называемого «Великого трека» — миграции буров из занятых англичанами в начале XIX века территорий Капской колонии. Согласно легенде, накануне этого сражения дали обет ежегодно славить Бога в этот день, если им удастся победить зулусов. С 1894 года праздник приобрёл статус государственного в Оранжевом Свободном Государстве и сохранил этот статус в ЮАС и ЮАР при режиме апартеида. В 1952 году он был переименован в «День завета», в 1980 году — в «День обета».
Для африканских народов ЮАР праздник в XX веке приобрёл собственное значение, диаметрально противоречащее официальному: 16 декабря 1910 года в новосозданном ЮАС состоялась первая массовая демонстрация чернокожего населения, протестовавшего против расовой дискриминации. Впоследствии подобные демонстрации под эгидой Коммунистической партии Южной Африки проводились в 1929, 1930 и 1934 годах. В этот же день в 1961 году было создано Умконто ве сизве — военизированное крыло Африканского национального конгресса.
После падения режима апартеида в 1994 году было решено сохранить данный праздник, но изменить его название и содержание «с целью содействия примирению и национальному единству». В итоге праздник был переименован в «День примирения» и впервые отмечался под таким названием в 1995 году. Вместе с тем некоторые африканеры-националисты продолжают отмечать праздник по-старому.

## См.также
- Праздники Южно-Африканской Республики